# レニー・ウィリアムズ
レニー・ウィリアムズ（1977年6月4日 - 2007年3月4日）は、病的肥満の手術後の合併症により死亡した2007年当時、世界最大の女性であったとされるアメリカ人女性。ウィリアムズはまた、これまでの歴史上で有数の体重の記録を持つ一人であり、胃バイパス手術を受けた中でも最も体重の重い人物の一人であった。ウィリアムズは12歳の時点ですでに、BMIが50を超える超肥満体というカテゴリーに入っていた。2003年の交通事故後、彼女は歩けなくなり、それがさらに体重増加に拍車をかけた。
ウィリアムズはアメリカのテレビ番組『Amazing Medical Stories』で取り上げられ、死後には、『BodyShock』シリーズの一環としてチャンネル4で放送されたイギリスのテレビ番組『Half Ton Mum』の題材にもなった。番組では、彼女が胃バイパス手術を受けた史上最重量の63ストーン（約880ポンド・400kg）の世界記録を保持していることも紹介された。ウィリアムズが胃バイパス手術のために病院に行ったとき、彼女のBMIは医師によって50以上と計算された。彼女が治療を受けたのは、ドキュメンタリー映画『ハーフ・トン・パパ』のケネス・ブルムリーと同じ医療チームで、その中には『my 600-lb Life』のユナン・ノウザラダン医師も含まれていた。
手術後に心臓発作を起こし、テキサス州トラヴィス郡のサンタ・マリア墓地に埋葬された。